# スノヘッタ

新アレクサンドリア図書館

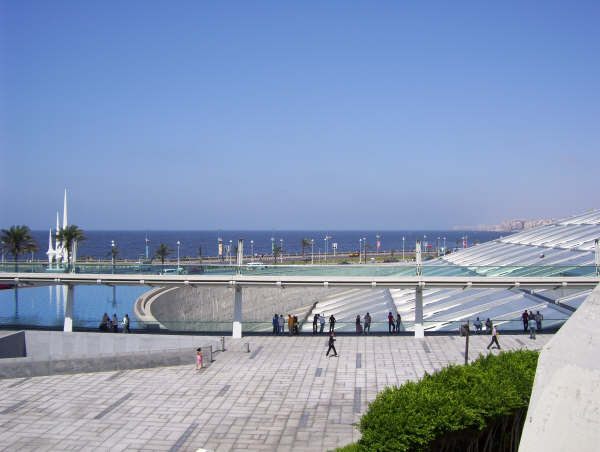
新アレクサンドリア図書館

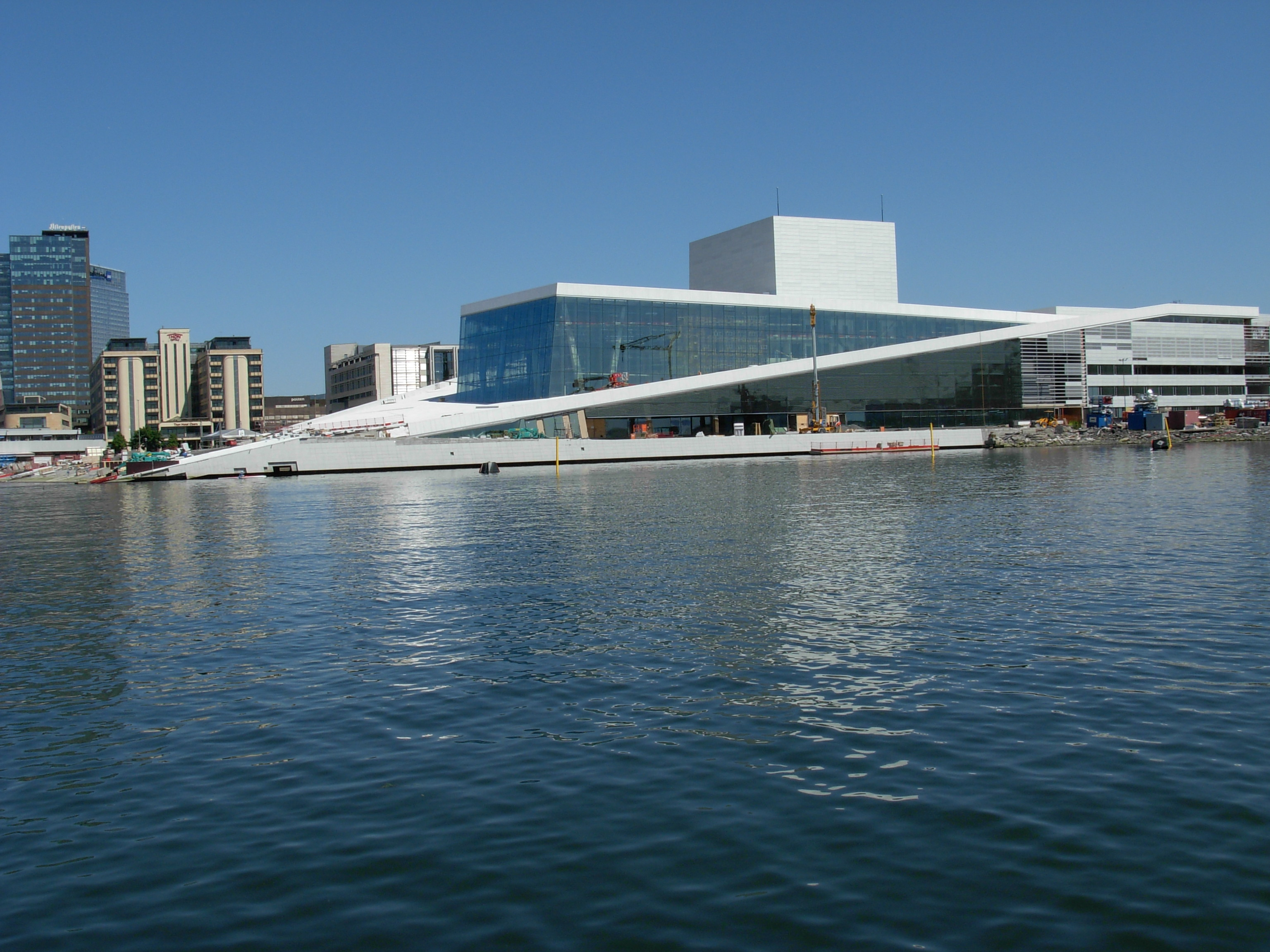
オスロ・オペラハウス

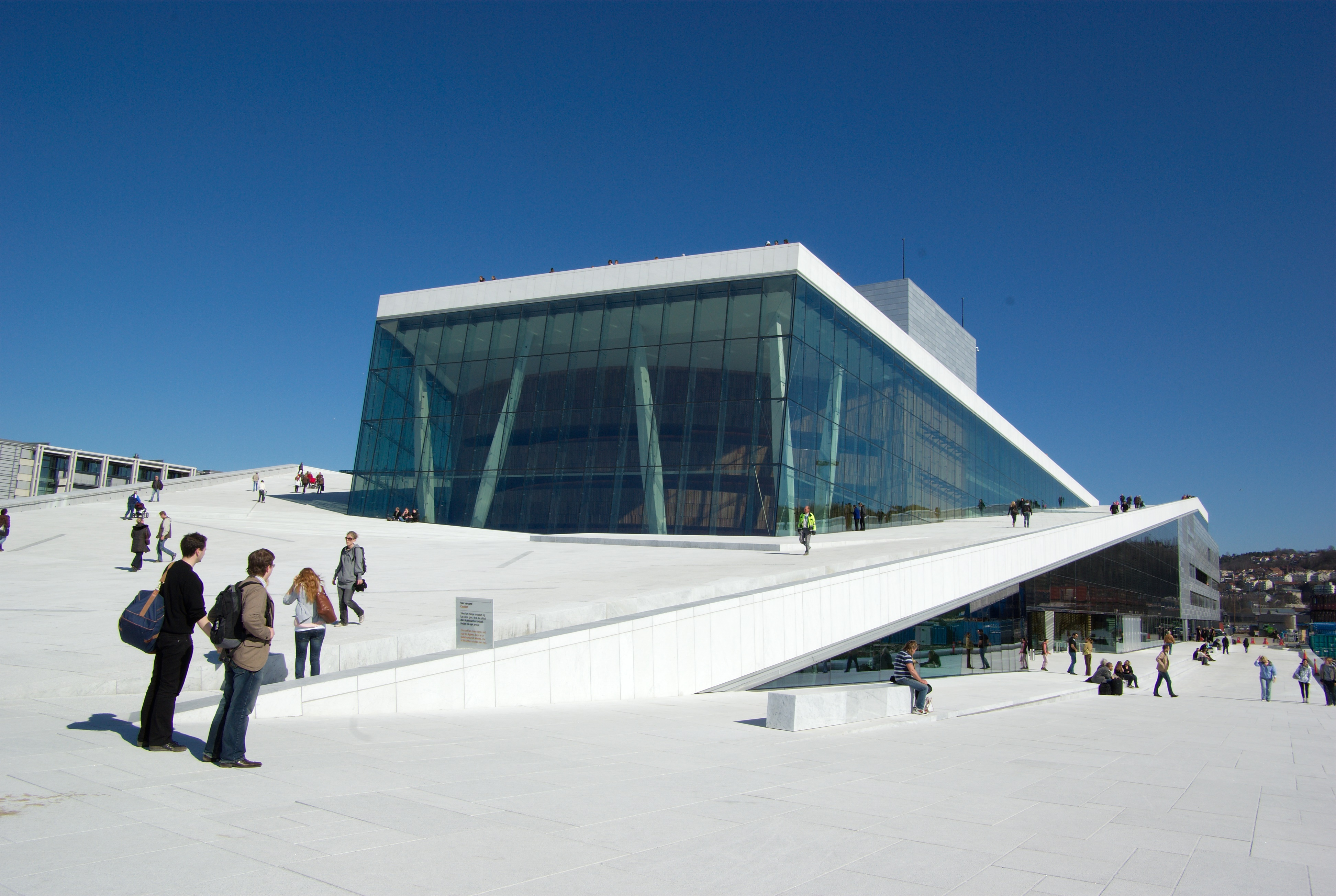
オスロ・オペラハウス

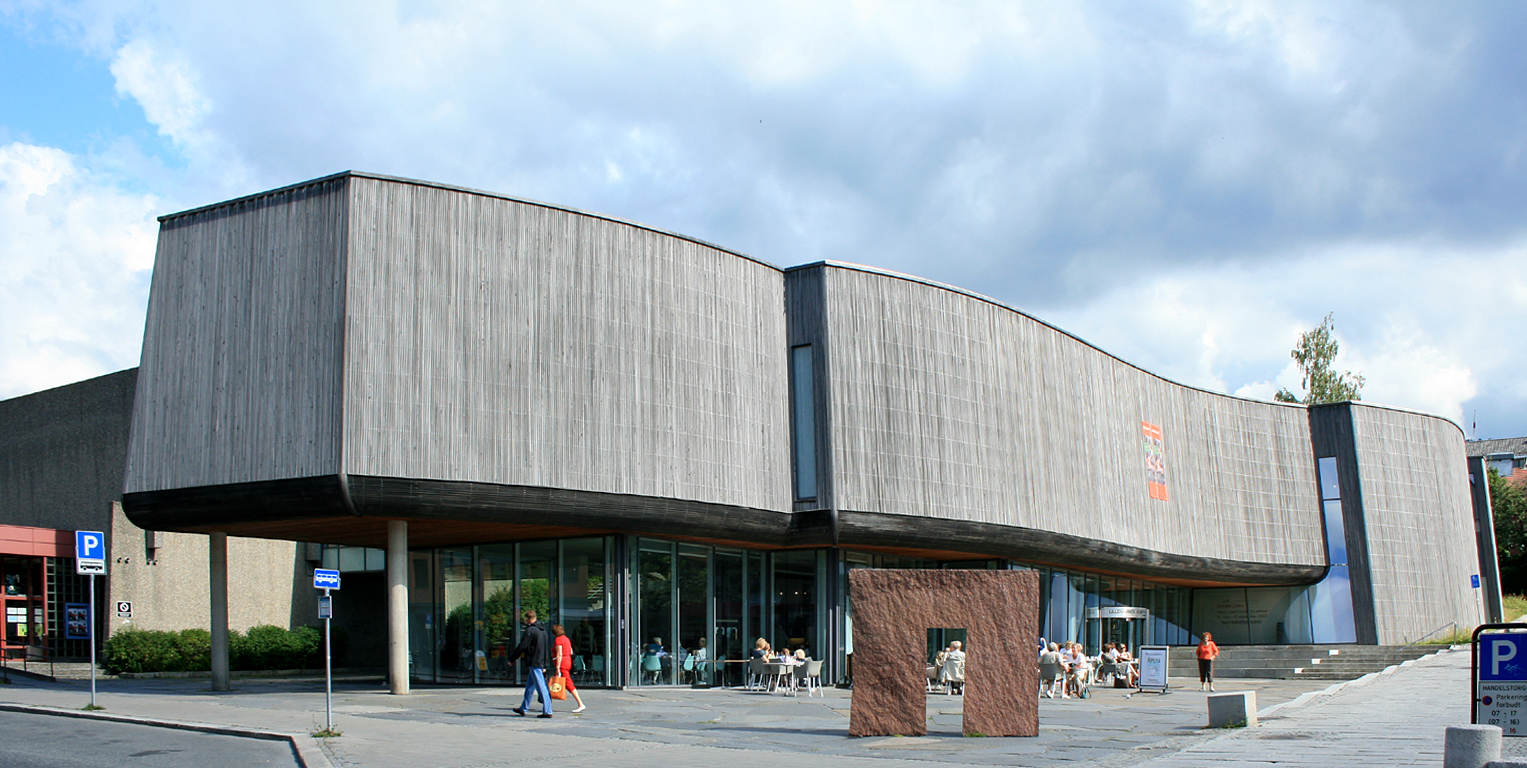
リレハンメル美術館

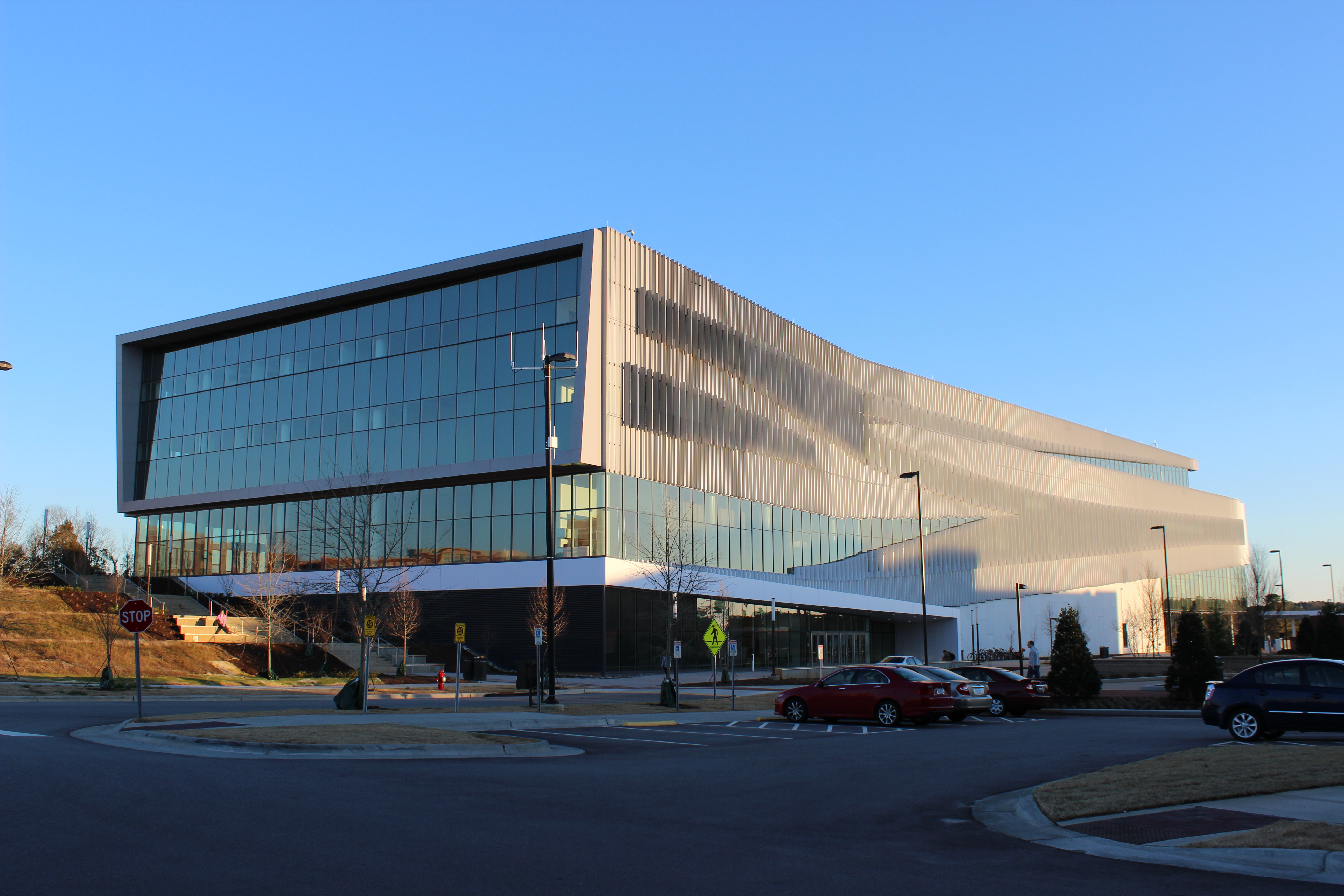
ジェームズ・B・ハント・ジュニア図書館、アメリカ合衆国・ノースカロライナ州

スノヘッタ（スノーヘッタ、Snøhetta , ノルウェー語: Snøhetta arkitektur landskap AS）は、オスロ（ノルウェー）およびニューヨーク（アメリカ合衆国）に拠点を置く、国際的な建築・ランドスケープ・アーキテクチャーおよびインテリアデザインの設計事務所。
ノルウェーの建築家シェティル・トレーダル・トールセン（ヒェティル・トールセン、ヒュティル・トールセン、Kjetil Trædal Thorsen、1958年生まれ）と、ドイツ生まれでアメリカで活躍する建築家クレイグ・ダイカース（Craig Dykers、1961年生まれ）がこの事務所の主な建築家である。ほかに建築家ロバート・グリーンウッド（Robert Greenwood）、建築家オーレ・グスタフセン（Ole Gustavsen）、建築家タラルド・ルンドヴァル（Tarald Lundevall）、およびランドスケープ・アーキテクトのジェニー・オスルドセン（Jenny Osuldsen）の4人がパートナーとなっている。2010年現在で、スノヘッタでは120人の建築家やランドスケープ・アーキテクトが、アジア・アメリカ・ヨーロッパなど各地のプロジェクトを手がけている。
現在のスノヘッタは、エジプトの新アレクサンドリア図書館の建築設計競技をきっかけに結成された。2004年には新アレクサンドリア図書館の設計でアーガー・ハーン建築賞を受賞している。

## 歴史
1987年、別々に設計されがちな建築とランドスケープを一つの設計過程におさめようというアイデアの下で、ランドスケープ・アーキテクトの Inge Dahlman　、Berit Hartveit 、Johan Østengen の三人が、ランドスケープ・アーキテクトの Alf Haukeland 、建築家の Øyvind Mo とシェティル・トールセンに対して、共同作業をするための事務所を作ろうと連絡をとった。事務所は、彼らがよく飲み歩くオスロのストルガータにあるビアホールの上層階に置かれた。このビアホールはドブレ山地（Dovre）にちなんで「Dovrehallen」と呼ばれていたので、ドブレの上にあるという意味で、共同事務所の会社名をドブレ山地の最高峰スノヘッタにちなんで「スノヘッタ・建築ランドスケープ」と名付けた。
1989年初頭、オスロのスノヘッタのシェティル・トールセンと、ロサンゼルスに拠点を置いていたクレイグ・ダイカースはそれぞれ、互いの友人であったオーストリア出身の建築家 Christoph Kapeller と共に、別々に新アレクサンドリア図書館の建築設計競技（コンペ）に取り組んでいた。1989年夏にスノヘッタは新アレクサンドリア図書館コンペに参加登録を行った。ダイカースはロサンゼルス周辺の建築家や芸術家たちと共同作業を行うための小さな事務所を作っていたが、新アレクサンドリア図書館のような大プロジェクトのコンペに勝って事業を進めるため、別のグループと組もうとし、話合いの末にスノヘッタと一つのチームを組むことになった。
ロサンゼルスのアパートに、トールセンらスノヘッタのメンバーをはじめとするオスロからの建築家たちや、ダイカースのロサンゼルスの仲間の建築家らが集まり作業を進めた。さらに歴史的文脈の中にプロジェクトを位置づけるために芸術史家の助けも借り、彼らは自分たちの案を完成させ、最終的にはコンペを勝ち取った。1989年の末、アレクサンドリア図書館のコンペ案を作っていたチームとオスロに残っていたスノヘッタのメンバーがオスロに集まり、主要メンバー8人で新しいパートナーシップを組んで、全員で新生スノヘッタ社を結成した。
その後スノヘッタは多くの組織変更を重ね、2006年には2人の主要パートナーと4人のパートナーという形になっているが、異なる文化や背景を持つメンバーが集まって共同作業を行うという基本的な理念は変わらず残っている。また、ルーツの一つであるスカンジナビアやノルウェーの文化は、スノヘッタの作業に対し、社会意識や環境意識に対する理解などの特色を加えている。21世紀に入り、建築の置かれる場所の文脈や状況の理解を深める作業も続けている。

## 主な著書
- Snoehetta Works. Lars Müller Publishers. (2009). ISBN 978-3037781470
- Conditions: Snoehetta : Architecture, Interior, Landscape. Lars Müller Publishers. (2007). ISBN 978-3037781180
- Snøhetta, Kjartan Fløgstad, 2004

## 主な作品
- オスロ・オペラハウス、オスロ
- 新アレクサンドリア図書館、アレクサンドリア、エジプト
- ノルウェー大使館、ベルリン
- リレハンメル美術館、リレハンメル、ノルウェー
- ニューヨーク・ワールドトレードセンター 国立セプテンバー11メモリアル・博物館および文化複合施設
- ジェームズ・B・ハント・Jr.図書館、ノースカロライナ州立大学
- バージニア工科大学アートセンター
- サンフランシスコ近代美術館増築棟[1]
- ライアソン大学学生学習センター

## 映画
- マルグレート・オリン監督「オスロ・オペラハウス」2014年 - 6人の監督による6つの建築についてのオムニバスのドキュメンタリー3D映画『もしも建物が話せたら』の一話。